# Михоник Павло Петрович
Павло Петрович Михоник (12 липня 1966 — 11 січня 2023) — український хокеїст, воротар. Тренував воротарів ХК «Кременчук» та Національної збірної України. Працював начальником збірної команди України-U18.

## Кар'єра
Виступав за київські клуби «Сокіл» та ШВСМ, «Лехел», «Дунаферр» (обидва — Угорщина). У вищій лізі чемпіонату СРСР провів 15 матчів. У складі ШВСМ — переможець західної зони другої ліги. Триразовий чемпіон Угорщини (двічі з командою з Дунауйвароша та одного разу з «Лехелом»).
Після завершення ігрової кар'єри працював директором хокейної школи «Дунаферра». З 2008 року — старший тренер-менеджер Федерації хокею України, відповідальний за проведення дитячих та юнацьких турнірів.
Помер після важкої хвороби в січні 2023 року.

## Статистика
Статистика лігових матчів в українських командах:
| Сезон   | Команда          | Ліга  | І  | КН   |
| ------- | ---------------- | ----- | -- | ---- |
| 1983-84 | «Машинобудівник» | друга |    |      |
| 1984-85 | ШВСМ (Київ)      | друга |    |      |
| 1985-86 | «Сокіл» (Київ)   | вища  | 3  | 2,57 |
|         | ШВСМ (Київ)      | друга |    |      |
| 1986-87 | ШВСМ (Київ)      | перша | 36 | 2,44 |
| 1987-88 | «Сокіл» (Київ)   | вища  | 3  | 2    |
|         | ШВСМ (Київ)      | перша | 32 |      |
| 1988-89 | «Сокіл» (Київ)   | вища  | 9  | 1,22 |
|         | ШВСМ (Київ)      | перша | 30 |      |